# 도쿠나가 고타로
도쿠나가 고타로(일본어: 徳永 晃太郎, 1996년 11월 10일~)는 일본의 축구 선수이다.

## 구단 경력
그는 2019년 J3리그의 아술 클라로 누마즈에 입단했다.